# Leprolochus stratus
Leprolochus stratus är en spindelart som beskrevs av Rudy Jocqué och Norman I. Platnick 1990. Leprolochus stratus ingår i släktet Leprolochus och familjen Zodariidae.
Artens utbredningsområde är Venezuela. Inga underarter finns listade i Catalogue of Life.